# Magnezitovce
Magnezitovce (em húngaro: Baráttelke) é um município da Eslováquia, situado no distrito de Revúca, na região de Banská Bystrica. Tem 15,18 km² de área e sua população em 2018 foi estimada em 464 habitantes.

## Demografia
| Ano:        | 1994 | 2004   | 2014   | 2024   |
| ----------- | ---- | ------ | ------ | ------ |
| Broj ljudi: | 433  | 429    | 470    | 438    |
| Razlika:    |      | -0,92% | +9,55% | -6,80% |

| Ano:               | 2023 | 2024   |
| ------------------ | ---- | ------ |
| Número de pessoas: | 439  | 438    |
| Diferença:         |      | -0,22% |